# Reidar Martiniuson
Johan Reidar Martiniuson (* 4. Juli 1893 in Nøtterøy; † 4. Juni 1968 in New York City, Vereinigte Staaten) war ein norwegischer Segler.

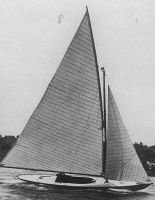
8mR-Yacht Sildra,
NOR Goldmedaille 1920

## Erfolge
Reidar Martiniuson, Mitglied des Kongelig Norsk Seilforening (KNS), wurde 1920 in Antwerpen bei den Olympischen Spielen in der 8-Meter-Klasse nach der International Rule von 1919 Olympiasieger. Mit der Sildra kam er in drei Wettfahrten stets vor dem zweiten norwegischen Boot Lyn und dem belgischen Boot Antwerpia V als Erster ins Ziel, weshalb die Sildra die Regatta auf dem ersten Platz beendete. Zur Crew gehörten außerdem neben Skipper Magnus Konow noch Thorleif Kristoffersen und Ragnar Vik.